# Lamboing

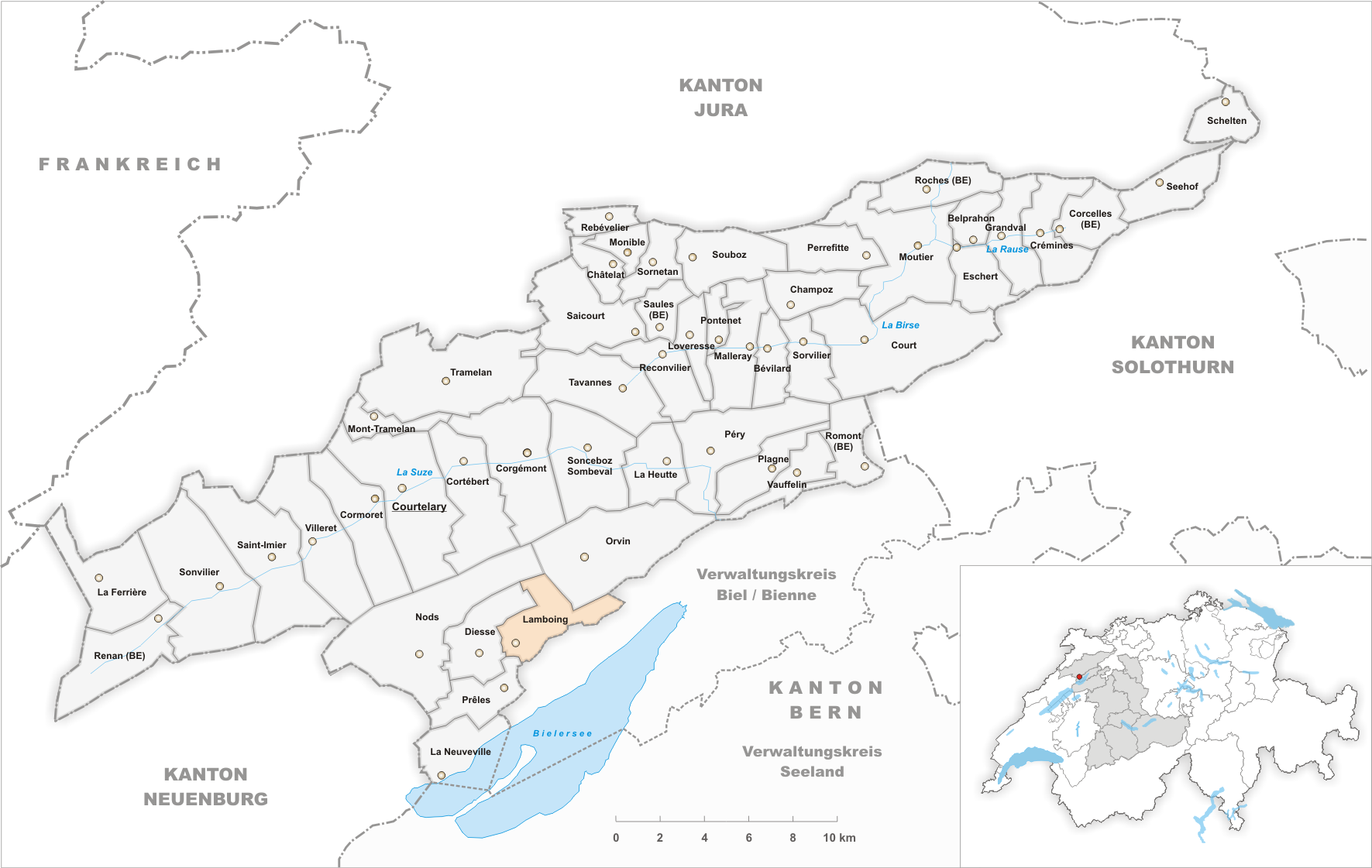
Gemeindestand vor der Fusion am 1. Januar 2014

Lamboing ist eine Ortschaft in der politischen Gemeinde Plateau de Diesse im Verwaltungskreis Berner Jura des Kantons Bern in der Schweiz. Bis zum 31. Dezember 2013 war Lamboing eine eigene politische Gemeinde. Am 1. Januar 2014 fusionierte diese mit den Gemeinden Diesse und Prêles zur neuen Gemeinde Plateau de Diesse. Der frühere deutsche Name Lamlingen wird heute nicht mehr verwendet.

## Geographie
Lamboing liegt auf 820 m ü. M., neun Kilometer westlich von Biel (Luftlinie). Das Dorf erstreckt sich am Nordrand der Hochfläche Montagne de Diesse (deutsch Tessenberg) oberhalb des Bielersees, im südlichen Jura am Fuss des Mont Sujet.
Die Fläche des 9,1 km² grossen Gebiets der ehemaligen Gemeinde umfasst den östlichsten Abschnitt der Hochfläche des Plateau de Diesse. Südlich des Dorfes entwässert die Douanne (deutsch Twannbach) die Hochfläche durch die Twannbachschlucht zum Bielersee. Nach Norden reicht das Gemeindegebiet auf den Kamm der Antiklinale des Mont Sujet, auf dem mit 1382 m ü. M. der höchste Punkt von Lamboing erreicht wird. Die nördliche Begrenzung verläuft zeitweise in der Synklinalen Les Prés Vaillons, die den Mont Sujet von der Chasseral-Kette trennt. Im Osten erstreckt sich Lamboing auf die Höhe des Magglingerbergs (1092 m ü. M.). Auf den breiten Kämmen von Mont Sujet und Magglingerberg (Prés de Macolin-Derrière) befinden sich ausgedehnte Jurahochweiden mit den typischen mächtigen Fichten, die entweder einzeln oder in Gruppen stehen. Von der Gemeindefläche entfielen 1997 7 % auf Siedlungen, 55 % auf Wald und Gehölze und 38 % auf Landwirtschaft.
Zu Lamboing gehören die Weiler Les Moulins (770 m ü. M.) im Tal der Douanne und Derrière la Chaux (800 m ü. M.), die Ferien- und Wochenendhäuser auf Les Prés de Macolin-Derrière sowie einige Einzelhöfe. Nachbarorte bzw. ‑gemeinden von Lamboing sind die anderen beiden Ortsteile von Plateau de Diesse, Diesse und Prêles, sowie die Gemeinden Nods, Twann-Tüscherz, Evilard und Orvin.

## Bevölkerung
Mit 696 Einwohnern (Stand 31. Dezember 2013) gehörte Lamboing zu den mittelgrossen Gemeinden des Berner Juras. Im Jahr 2000 waren von den Bewohnern 84,2 % französischsprachig, 12,4 % deutschsprachig und 0,9 % portugiesischsprachig. Die Bevölkerungszahl von Lamboing belief sich 1850 auf 569 Einwohner, 1900 auf 521 Einwohner. Im Verlauf des 20. Jahrhunderts pendelte die Einwohnerzahl im Bereich zwischen 440 und 530 Personen. Seit 1980 (445 Einwohner) wurde ein deutlich steigender Trend verzeichnet.

## Politik
Die Wähleranteile der Parteien anlässlich der Nationalratswahlen 2011 betrugen in Lamboing: SP 26,4 %, SVP 26,2 %, FDP 15,5 %, EDU 6,7 %, GPS 6,6 %, BDP 3,7 %, glp 3,6 %, Piraten 2,2 %, CVP 1,6 %, AL 1,4 %, EVP 1,3 %, Les Rauraques 1,2 %, PNOS 1,2 %, JHp 0,8 %, PdA 0,7 %, PSpA 0,6 %, lsp 0,5 %, ALP 0,20 %.

## Wirtschaft
Lamboing war bis in die Mitte des 20. Jahrhunderts hauptsächlich von der Landwirtschaft geprägt. Seit etwa 1970 entwickelt sich das Dorf allmählich zur Wohngemeinde. Bis 1981 gab es in Lamboing eine Uhrenfabrik. Heute gibt es Arbeitsplätze in der Mechanik und im lokalen Gewerbe. Viele Erwerbstätige sind aber Wegpendler und arbeiten in Biel oder in der Region La Neuveville.

## Verkehr
Das Dorf liegt abseits der grösseren Durchgangsstrassen an der Kantonsstrasse von Frinvillier nach Nods. Lamboing ist mit La Neuveville durch einen Postautokurs verbunden, der auch die anderen Gemeinden der Montagne de Diesse bedient.

## Geschichte

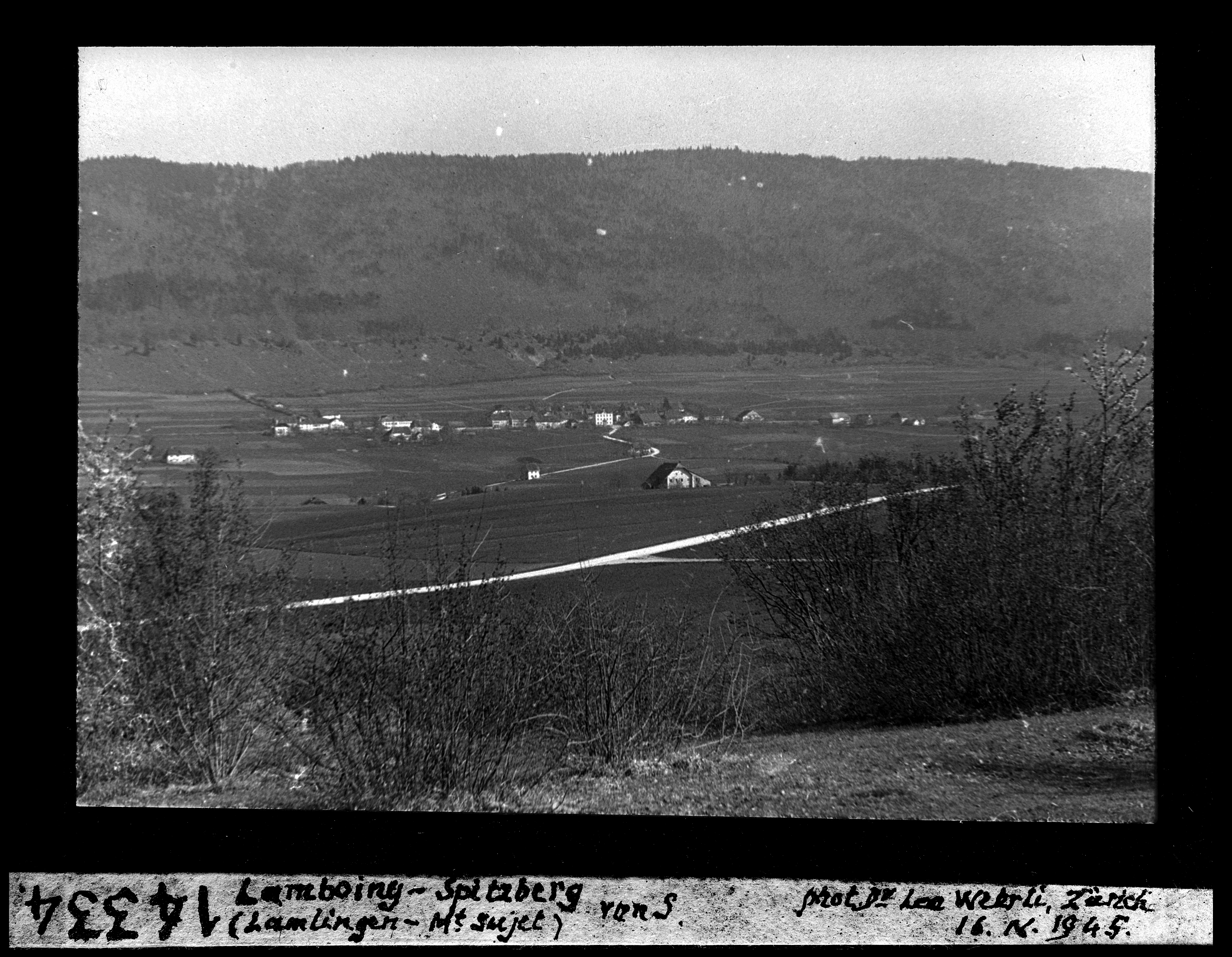
Ortsansicht mit Mt. Sujet von Leo Wehrli (1945)

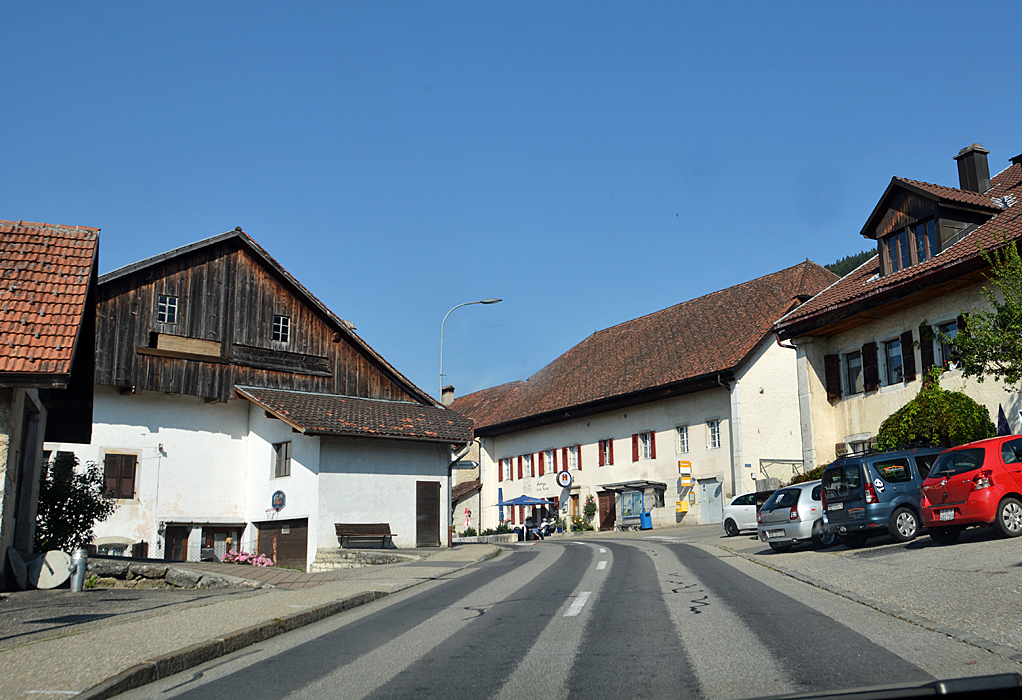
Ortsbild

Die erste schriftliche Erwähnung erfolgte 1178, als Papst Alexander III. dem Kapitel Saint-Imier Güter in Lamboens bestätigte. 1248 erscheint die Schreibweise Lambuoons und 1304 der deutsche Name Lamblingen. Der Ortsname ist vermutlich auf den Eigennamen Landebod zurückzuführen. Im 13. Jahrhundert sind die Edlen von Lamboing bezeugt, deren Geschlecht zu Beginn des 14. Jahrhunderts erlosch. Von 1423 bis 1509 gehörte der Ort als Lehen der Familie von Vaumarcus, danach kam er an das Fürstbistum Basel. Um die Mitte des 16. Jahrhunderts wurde auch auf der Montagne de Diesse die Reformation eingeführt. Von 1798 bis 1815 gehörte Lamboing zu Frankreich und war anfangs Teil des Département Mont-Terrible, das 1800 mit dem Département Haut-Rhin verbunden wurde. Durch den Entscheid des Wiener Kongresses kam der Ort 1815 an den Kanton Bern zum Amtsbezirk Erlach und 1846 zum neuen Amtsbezirk La Neuveville. An Ostern 1817 wurden fast alle Häuser von Lamboing durch eine Feuersbrunst zerstört. 
Bis am 31. Dezember 2013 war Lamboing eine eigenständige Gemeinde.

## Sehenswürdigkeiten

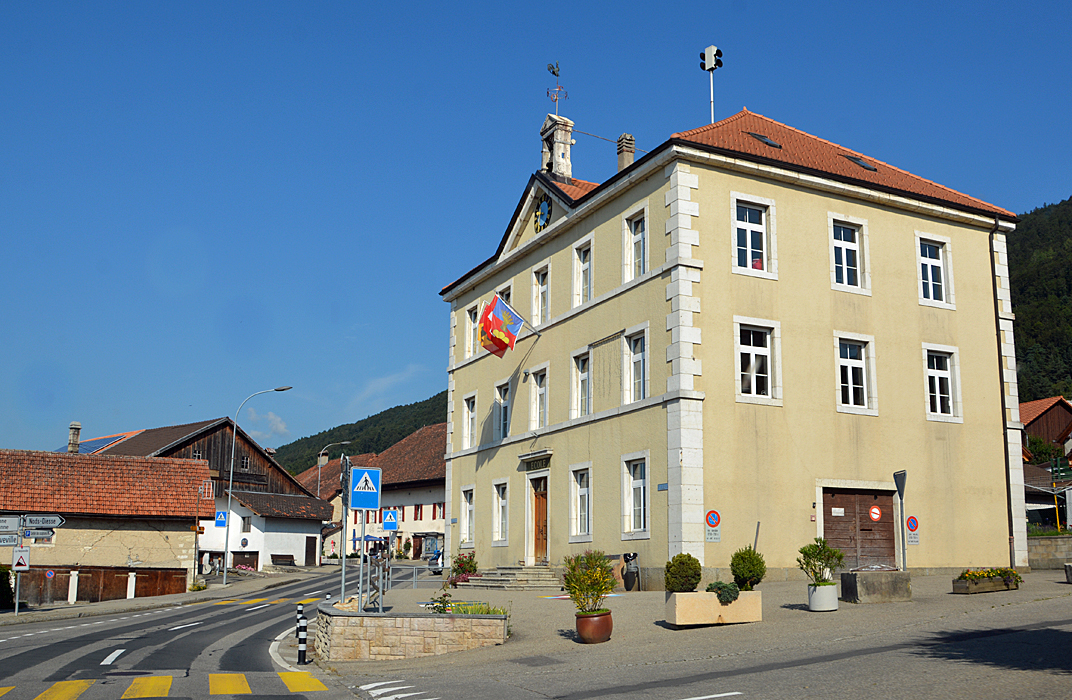
Schulhaus

Im Ortskern sind einige Bauernhäuser erhalten, die aus der Zeit nach dem Dorfbrand stammen. An der Douanne stehen noch mehrere Mühlen, die älteste wurde 1636 erbaut. Kirchlich gehört Lamboing zur Pfarrei Diesse.
Nach dem Orkan Lothar wurde der Lothurm gebaut, der 2013 durch einen Sturm so stark beschädigt wurde, dass er 2014 zurückgebaut werden musste.

## Literarischer Schauplatz
Lamboing ist ein wesentlicher Schauplatz in Friedrich Dürrenmatts 1950 veröffentlichtem Roman Der Richter und sein Henker.